# ثاء رمزا للثأر
ڤي رمزا للثأر أو ثاء رمزا للثأر (بالإنجليزية: V for Vendetta)‏ هُو فيلم ديستوبيا وأكشن أمريكي صدر سنة 2006، وهُو من إخراج جيمس ماكتيغ وسيناريو الأختين وتشاوسكي. الفيلم مُقتبس عن قصة مصورة صدرت بنفس الاسم من تأليف آلان مور، وتدور أحداث هذا الفيلم حول (ڤي) الشخص الغامض المُقنع الذي يسعى إلى تغيير الواقع السياسي في الدولة وفي الوقت نفسه يسعى للثأر. الفيلم من بطولة كُل من هوغو ويفنغ وناتالي بورتمان وستيفن ريا وستيفن فراي وجون هرت وتيم بيجوت-سميث وآخرون.
عنوان الفلم يعني «ڤي رمزا للثأر». حيث تبدأ كلمة Vendetta (الثأر) في الإنكليزية بحرف V، وأيضًا يُرجَّح أن المعنى من V هو الرقم خمسة في الأرقام الرومانية.

## أحداث الفيلم
في عام 2038 تصبح بريطانيا دولة شمولية يحكمها حزب يميني متطرف، ويتخذ الفيلم من تاريخ 5 نوفمبر موعدا هاما. حيث يتم في بداية الفيلم تفجير المحكمة الجنائية المركزية. ويتم اتخاذ نفس التاريخ بعد سنة من الحدث الأول كميعاد لتفجير قصر وستمنستر.
يستمد الفيلم رمزية هذا التاريخ من أحداث حقيقية لمحاولة الانقلاب على الملك جيمس الأول بواسطة مجموعة من المتمردين أشهرهم جاي فوكس والذي يرتدي بطل الفيلم قناعه معظم الوقت.

## طاقم الممثلين

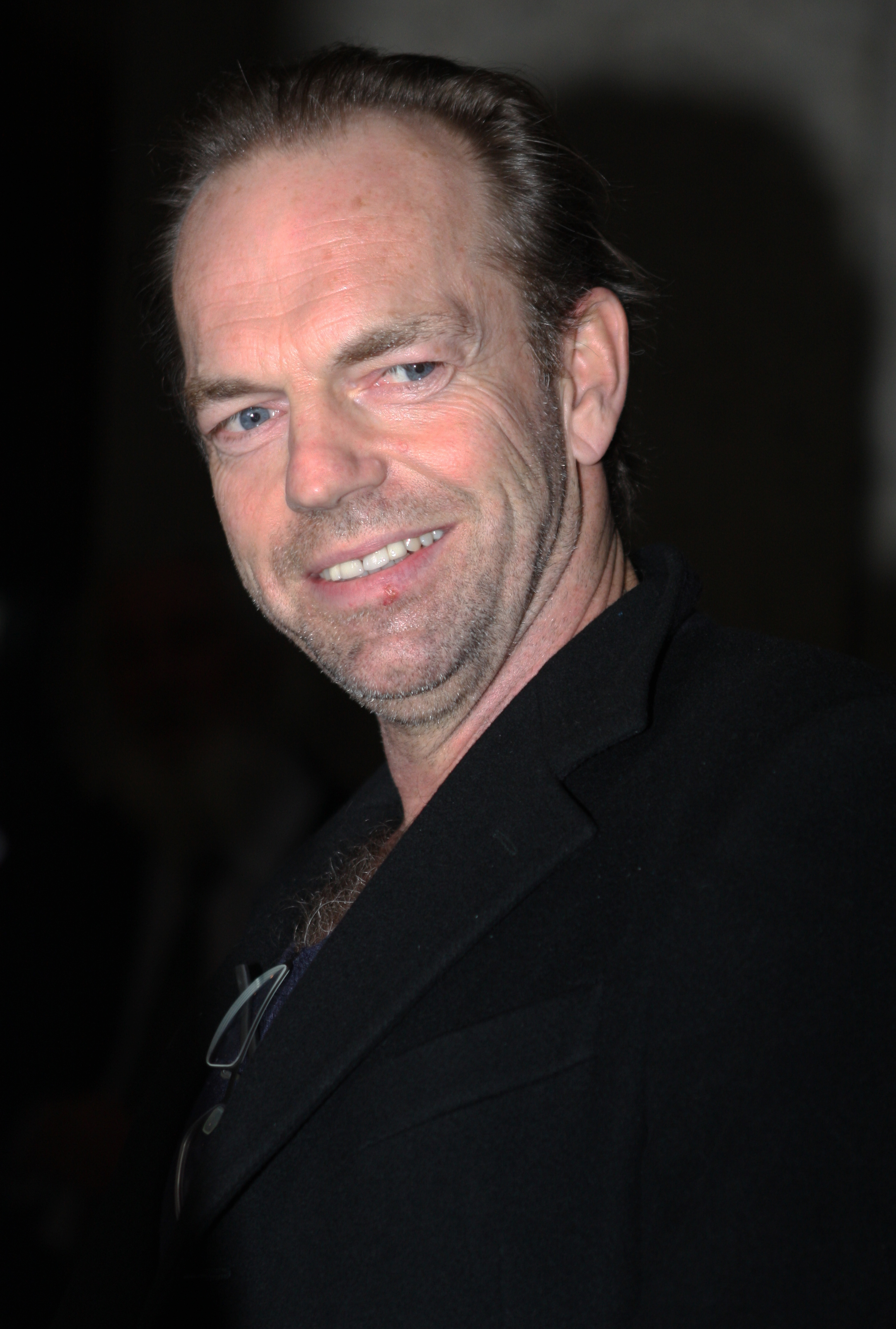
هيوغو ويفينغ سنة 2012.

- هوغو ويفنغ في دور في، رجُل مُقنع وإرهابي أناركي موهوب ذو شخصية كاريزماتية. أُرغم «في» على المُشاركة في إحدى تجارب نورسفاير. كان جيمس بيورفوي من مثل مشاهد الشخصية في البداية، لكنه غادر قبل ستة أسابيع من انتهاء التصوير، واستُبدل لاحقا بويفنغ الذي أعاد تمثيل مشاهد بيورفوي.[15]
- ناتالي بورتمان في دور إيفاي هاموند، مُوظفة في شبكة التلفزيون البريطانية. في بداية الفيلم، يُنقذ «في» إيفاي من مجموعة من أفراد الشرطة السرية البريطانية في لندن.
- ستيفن ريا في دور فينش، رئيس المفتشين في سكوتلاند يارد ووزير التحقيقات المعروف باسم «الأنف» (بالإنجليزية: The Nose)‏. فينش كان قائد التحقيقات للقبض على «في».
- ستيفن فراي في دور ديتريش.
- جون هرت في دور آدم ساتلر.
- تيم بيجوت-سميث في دور كريدي، زعيم حزب «نورسفاير» (بالإنجليزية: Norsefire)‏ ومُدير الشرطة السرية البريطانية المعروفة باسم «الإصبع» (بالإنجليزية: The Finger)‏.[14]
- روبرت غريفز في دور الرقيب ستون.
- روجر علام في دور لويس بروثيرو أو «صوت لُندن»، رمز من رموز الدعاية في حزب نورسفاير، وقد كان سابقا مُدير مركز احتجاز لاركهيل.
- بين مايلز في دور داسكومب، رئيس قسم الدعاية الحكومي المعروف باسم «الفم» (بالإنجليزية: The Mouth)‏ كما يشغل منصب الرئيس التنفيذي لشبكة التلفزيون البريطانية.
- سنيد كوزاك في دور ديليا سوريج، هي كبير الأطباء سابقا في مركز احتجاز لاركهيل، وتشتغل في الزمن الحالي للفيلم كمُحققة وفيات.
- ناتاشا ايتمان في دور فاليري، سحاقية سُجنت بسبب نشاطها الجنسي.
- جون ستاندنق في دور ليليمان، أسقف فاسد في دير وستمنستر.
- إيدي مارسان في دور إثيريدج، رئيس قسم المراقبة الصوتية الحكومي المعروف باسم «الأذن» (بالإنجليزية: The Ear)‏.

## وصلات خارجية
- ثاء رمزا للثأر على موقع IMDb (الإنجليزية)
- ثاء رمزا للثأر على موقع ميتاكريتيك (الإنجليزية)
- ثاء رمزا للثأر على موقع الموسوعة البريطانية (الإنجليزية)
- ثاء رمزا للثأر على موقع روتن توميتوز (الإنجليزية)
- ثاء رمزا للثأر على موقع نتفليكس (الإنجليزية)
- ثاء رمزا للثأر على موقع قاعدة بيانات الأفلام العربية
- ثاء رمزا للثأر على موقع ألو سيني (الفرنسية)
- ثاء رمزا للثأر على موقع Turner Classic Movies (الإنجليزية)
- ثاء رمزا للثأر على موقع أول موفي (الإنجليزية)
- ثاء رمزا للثأر على موقع بوكس أوفيس موجو (الإنجليزية)
- الموقع الرسمي للفيلم (بالإنجليزية)
- قراءة د. إبراهيم علوش للفلم